# Nyalka
Nyalka là một thị trấn thuộc hạt Győr-Moson-Sopron, Hungary. Thị trấn này có diện tích 12,86 km², dân số năm 2010 là 457 người, mật độ 36 người/km².